# Marisol Casado Nieto
María Casado Nieto, es una política española del Partido Popular. Fue alcaldesa de Alpedrete entre 2003 y 2015.

## Trayectoria
Desde 1995 a 1999 fue concejal de educación y cultura y en 1999 se presentó como candidata del Partido Popular en las elecciones municipales, ganándolas pero sin mayoría absoluta por tanto, no pudo conseguir la alcaldía.
En las elecciones de 2003 obtiene la mayoría absoluta y asume la alcaldía. Entre sus proyectos más discutidos de la legislatura ha sido redactar un PGOU que puede acabar con el entorno medioambiental que tiene el municipio y además doblar la población. En elecciones municipales españolas de 2011 revalidó su mayoría obtenida en el 2003 y 2007. 
En 2015 perdió la alcaldía. El Partido Popular fue la fuerza más votada logrando 7 de los 17 concejales pero no logró revalidar su mandato.
Ha sido además candidata por parte del PP en la lista al congreso por la Comunidad de Madrid y asesora de la Comunidad de Madrid con Cristina Cifuentes y Ángel Garrido.
Desde 2015 es portavoz del PP en la oposición del ayuntamiento de Alpedrete y asesora de Educación de la Comunidad de Madrid.
Ha sido imputada en dos ocasiones:  por supuesto fraude al utilizar casi 370.000 euros en subvenciones de la Comunidad de Madrid y del Fondo Social Europeo, para contratar a personas como Agentes de Empleo que, sin embargo, no utilizó para ese fin, sino mayoritariamente para tramitar nuevas subvenciones para el Ayuntamiento y en 2012 por prevaricación en la contratación municipal de dos contratos para dos operarios por una duración de seis meses sin concurso, decisión que la llevó a abandonar la Consejería de Educación, hecho que fue denunciado por el sindicato Comisiones Obreras.
El pasado 20 de diciembre de 2019 el Tribunal Supremo ha anulado sus siete años de inhabilitación] a los que fue condenada por la Audiencia Provincial de Madrid en octubre de 2018.